# Gare de Châtel-Censoir
La gare de Châtel-Censoir est une gare ferroviaire française de la ligne de Laroche-Migennes à Cosne. Elle est située sur le territoire de la commune de Châtel-Censoir, dans le département de l'Yonne en région Bourgogne-Franche-Comté.

## Situation ferroviaire
Établie à 133 mètres d'altitude, la gare de Châtel-Censoir est située au point kilométrique (PK) 210.309 de la Ligne de Laroche-Migennes à Cosne, à voie unique disposant ici d'une voie d'évitement, entre les gares ouvertes de Mailly-la-Ville (s'intercalent les haltes fermées de Mailly-le-Château et de Merry-sur-Yonne) et de Coulanges-sur-Yonne (s'intercalent les haltes fermées de Lucy-sur-Yonne et de Crain).

## Histoire
La gare est mise en service en même temps que la section d'Auxerre à Clamecy de la Ligne de Laroche-Migennes à Cosne le 4 juillet 1870.

## Service des voyageurs

### Accueil
Halte SNCF, c'est un point d'arrêt non géré (PANG). Elle dispose de deux quais avec un abri.

### Desserte
Châtel-Censoir est desservie par les trains TER Bourgogne-Franche-Comté qui effectuent des missions entre les gares de Paris-Bercy, ou de Laroche - Migennes, et de Corbigny ou de Clamecy,.

### Intermodalité
Un parking pour les véhicules et des arceaux à vélos y sont aménagés devant la gare.
La halte est également desservie par des cars TER.

## Patrimoine ferroviaire

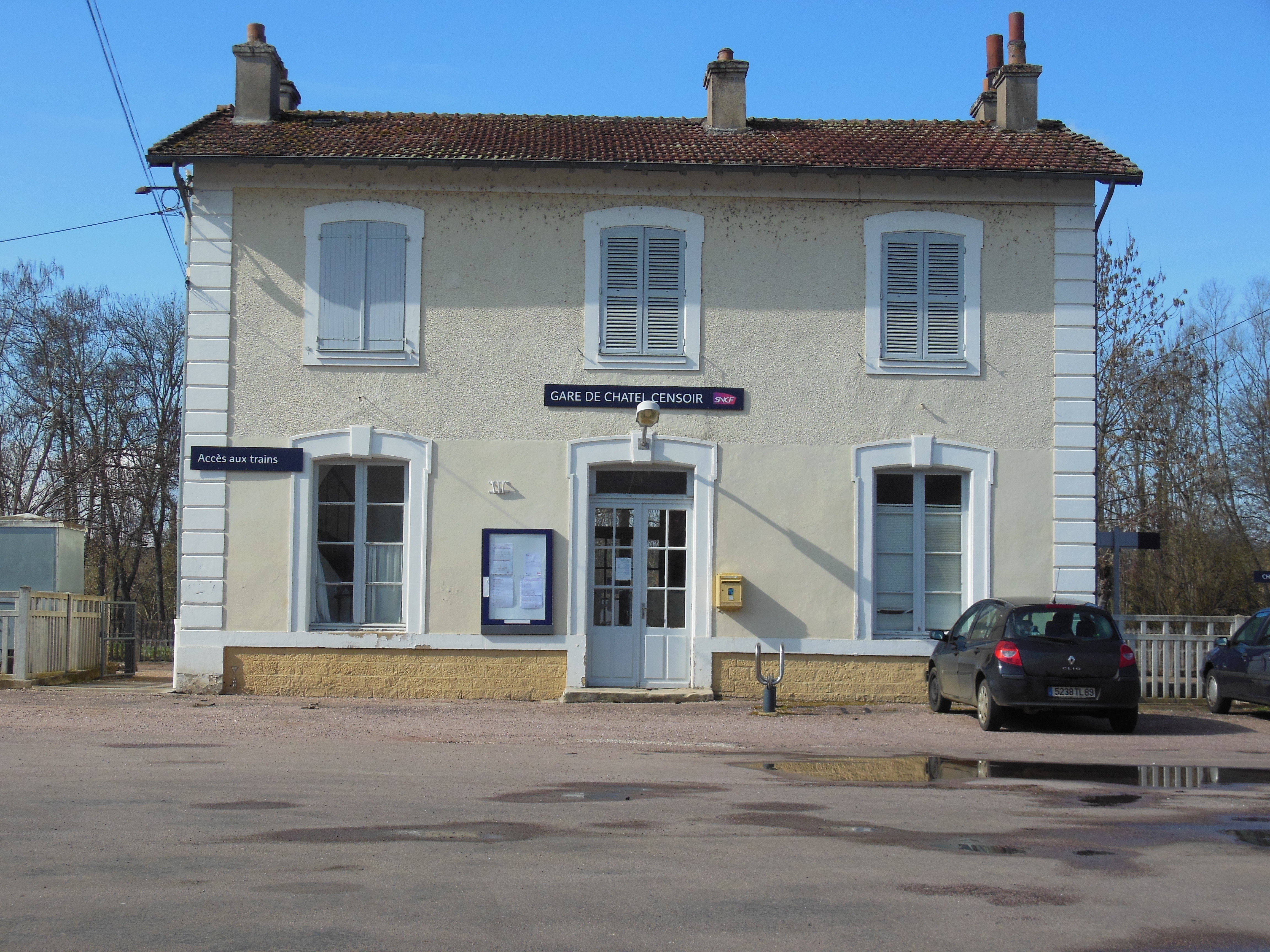
Le bâtiment voyageur.

L'ancien bâtiment du PLM, inutilisé pour le service, est toujours présent sur le site.